# Отклок
Отклок (фр. Hautecloque) насеље је и општина у североисточној Француској у региону Север-Па д Кале, у департману Па де Кале која припада префектури Арас.
По подацима из 2011. године у општини је живело 221 становника, а густина насељености је износила 32,31 становника/km². Општина се простире на површини од 6,84 km². Налази се на средњој надморској висини од 150 метара (максималној 152 m, а минималној 108 m).

## Демографија
| 1962. | 1968. | 1975. | 1982. | 1990. | 1999. | 2011. |
| ----- | ----- | ----- | ----- | ----- | ----- | ----- |
| 165   | 198   | 194   | 202   | 179   | 186   | 221   |

График промене броја становника у току последњих година